# Acmella (Plantae)
Acmella, rod glavočika kojemu pripada tridesetak vrsta jednogodišnjeg i višegodišnjeg bilja raširenog po Americi, te uvezenog po drugim kontinentima, Aziju, Afriku, Australiju i pacifičke otoke.

## Vrste
1. Acmella alba
2. Acmella alpestris
3. Acmella bellidioides
4. Acmella brachyglossa
5. Acmella calva
6. Acmella caulirhiza
7. Acmella ciliata
8. Acmella darwinii
9. Acmella decumbens
10. Acmella filipes
11. Acmella glaberrima
12. Acmella grandiflora
13. Acmella grisea
14. Acmella iodiscaea
15. Acmella leptophylla
16. Acmella leucantha
17. Acmella lundellii
18. Acmella marajoensis
19. Acmella mutisii
20. Acmella oleracea
21. Acmella oppositifolia
22. Acmella paniculata
23. Acmella papposa
24. Acmella pilosa
25. Acmella poliolepidica
26. Acmella psilocarpa
27. Acmella pusilla
28. Acmella radicans
29. Acmella ramosa
30. Acmella repens
31. Acmella serratifolia
32. Acmella sodiroi
33. Acmella uliginosa